# Almina, contessa di Carnarvon
Almina Herbert, contessa di Carnarvon (15 agosto 1876 – 8 maggio 1969), è stata una nobildonna inglese, moglie di George Herbert, V conte di Carnarvon, e châtelaine di Highclere Castle nell’Hampshire.

## Biografia

### Infanzia

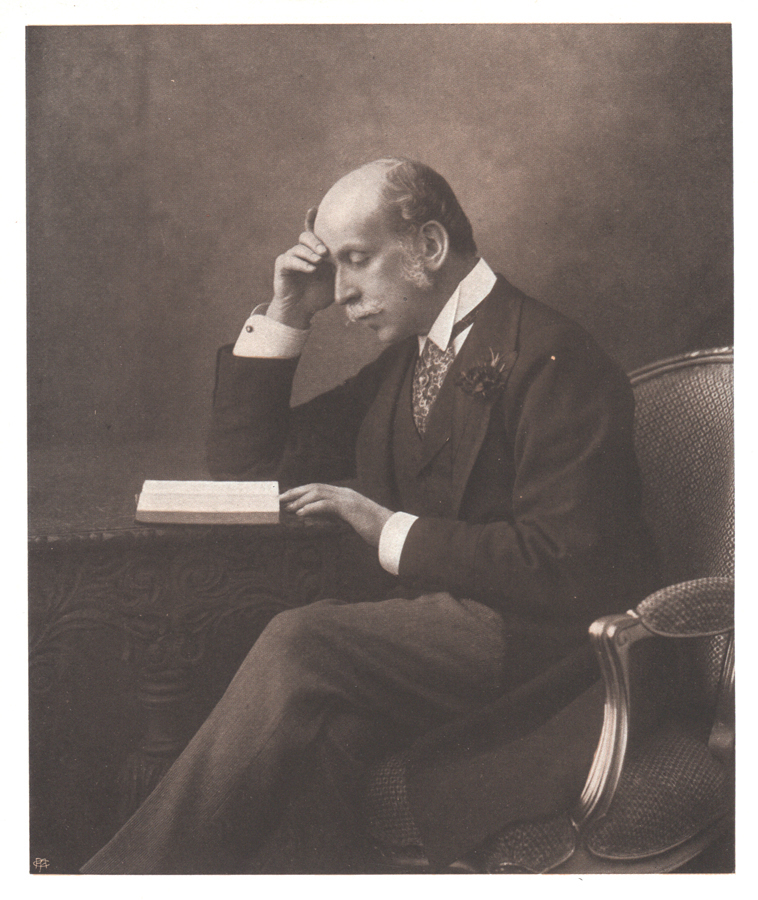
Alfred de Rothschild nel 1902

Nata Almina Victoria Maria Alexandra Wombwell, figlia di Marie Wombwell (nata Boyer), la moglie francese del Capitano Frederick Charles Wombwell. Tuttavia, il suo vero padre era ampiamente riconosciuto come Alfred de Rothschild, un membro non sposato della importante famiglia Rothschild, che nel 1918 la rese sua erede poco prima della sua morte. 

### Primo matrimonio

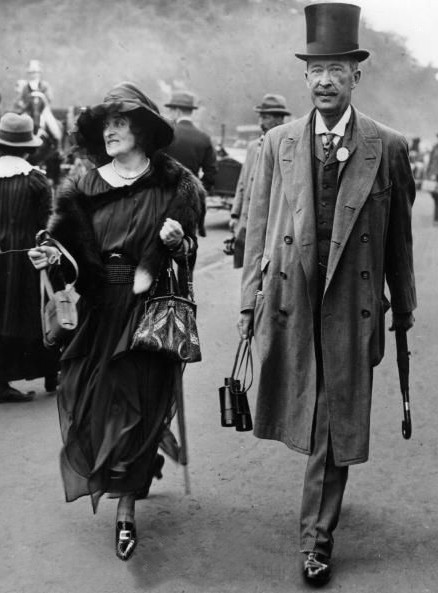
Almina e il marito, George Herbert, V conte di Carnarvon il 21 giugno 1921

Il 26 giugno 1895, nella Chiesa di Santa Margherita, sposò George Edward Stanhope Molyneux Herbert, V Conte di Carnarvon.
Il Conte sviluppò un interesse per l'egittologia e divenne il finanziatore della ricerca e dello scavo della tomba di Tutankhamon nella Valle dei Re, aiutato dalla ricchezza di Almina. Nel novembre 1922 suo marito e sua figlia erano presenti con l'archeologo Howard Carter all'apertura della tomba.

### Vedovanza e secondo matrimonio
Nel marzo 1923 si recò in Egitto per essere accanto a suo marito che si era ammalato di setticemia. Il Conte morì il 5 aprile 1923 ed Almina ritornò con il suo corpo in Inghilterra nello stesso mese.
Il loro unico figlio maschio, Henry (1898–1987), successe al padre come sesto conte. Almina si risposò quello stesso anno con il Tenente Colonnello Ian Onslow Dennistoun. Continuò a finanziare il lavoro di Howard Carter nella Valle dei Re.

### Morte

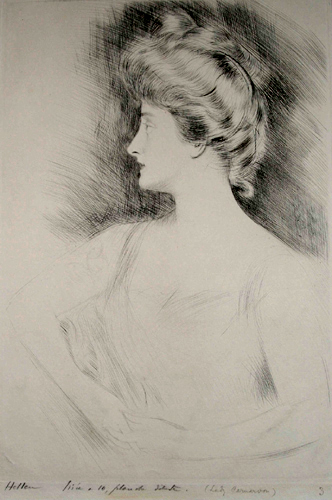
Ritratto di Lady Carnarvon di Paul César Helleu, 1910

Morì nel 1969 a Bristol, all'età di 92 anni.

## Processo all'Alta Corte
Nel 1925 la Contessa di Carnarvon fu coinvolta in un caso giudiziario clamoroso, noto come "Bachelor's Case" all'High Court of Justice tra suo marito, il Tenente Colonnello Ian Dennistoun e la sua ex-moglie Dorothy Dennistoun. Quando i Dennistoun divorziarono, Mr Dennistoun non era in grado di pagare l'assegno di mantenimento. Egli, invece, promise che avrebbe provveduto per la sua ex-moglie, in futuro, quando avrebbe avuto i soldi. Dopo aver appreso della ricchezza di Almina dopo il matrimonio, Dorothy Dennistoun richiese il denaro dell'assegno alimentare che era stato promesso. Almina vide ciò come un ricatto e convinse il suo nuovo marito a trascinare la sua ex moglie in tribunale in quello che Sir Henry McCardie, che giudicò il caso, chiamò "il contenzioso condotto più amaramente che abbia mai conosciuto". Un brillante discorso nell'aula di Norman Birkett convinse la giuria a decidere di ignorare l'accordo di Mr Dennistoun di pagare l'assegno di mantenimento alla sua ex moglie.

## Discendenza
Almina, da Lord Carnarvon ebbe due figli:
- Henry George Herbert, VI conte di Carnarvon (1898–1987), che sposò Anne Catherine Tredick Wendell ed ebbe figli.
- Lady Evelyn Leonora Almina Herbert (15 agosto 1901–1980), che sposò Sir Brograve Campbell Beauchamp, II Bt. ed ebbe figli.

## Biografie
- Carnarvon, Fiona (2011). Lady Almina and the Real Downton Abbey: The Lost Legacy of Highclere Castle. London: Hodder. ISBN 978-1-4447-3082-1
- Cross, William (2011). The Life and Secrets of Almina Carnarvon.[6] ISBN 978-1-905914-07-4